# Kimi ga oikaketa yume
Kimi ga oikaketa yume (jap. 君が追いかけた夢) – trzynasty singel japońskiego artysty Gackta, wydany 19 marca 2003 roku. Singel osiągnął 2 pozycję w rankingu Oricon i pozostał na listach przebojów przez 10 tygodni. Sprzedano 97 648 egzemplarzy.

## Lista utworów
Wszystkie utwory zostały napisane i skomponowane przez Gackt C.
| Nr | Tytuł                                                          | Aranżacja           | Czas |
| -- | -------------------------------------------------------------- | ------------------- | ---- |
| 1. | "Kimi ga oikaketa yume" (jap. 君が追いかけた夢)                | Gackt.C, chachamaru | 4:30 |
| 2. | "birdcage"                                                     | Gackt.C, chachamaru | 5:27 |
| 3. | "Kimi ga oikaketa yume" (jap. 君が追いかけた夢) (instrumental) | Gackt.C, chachamaru | 4:29 |
| 4. | "birdcage" (instrumental)                                      | Gackt.C, chachamaru | 5:17 |